# Église Saint-Nicolas de Gand
L'église Saint-Nicolas (néerlandais: Sint-Niklaaskerk) est un des plus anciens et des plus imposants édifices de la ville de Gand en Belgique. 

## Historique
S'il est possible qu'à cet endroit se dressait, au XIe siècle, une chapelle en bois, l'existence attestée de la première église date du XIIe siècle. Construite dans le style roman cet édifice devint rapidement trop petit et elle est alors démolie pour laisser la place à un édifice plus grand : l'actuelle église Saint-Nicolas.
La construction de l'actuelle église Saint-Nicolas a commencé au début du XIIIe siècle et a été érigée en plusieurs phases. La nef, construite en premier dans un style gothique primitif a été suivi de la construction du transept, puis des tours lanternes et du chœur de style gothique scaldien. L'église est terminée au XVe siècle mais des travaux de réparations s'avèrent nécessaires dès le XVIe siècle et également au XVIIe siècle.

## Description

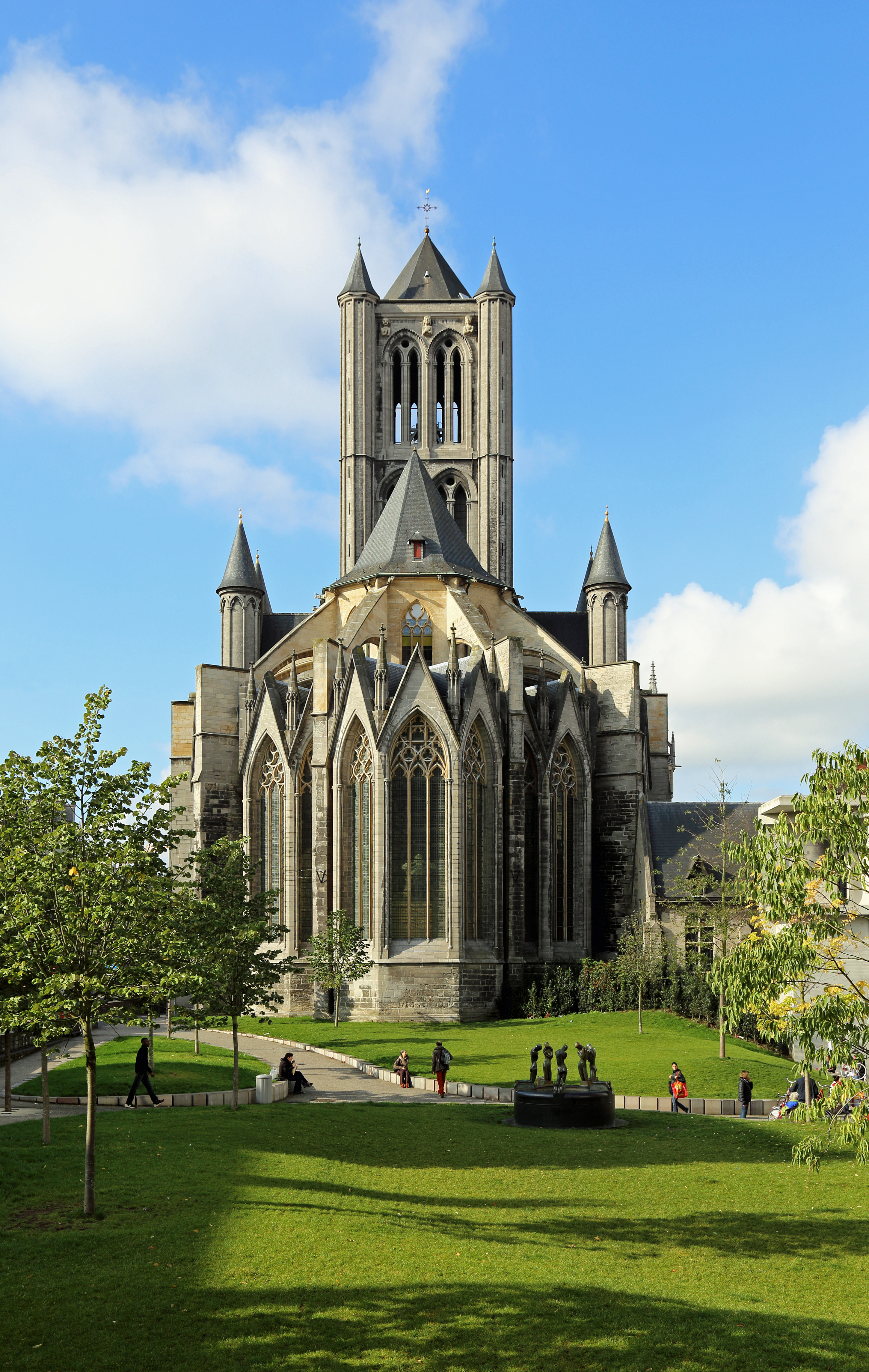
Le chevet de l'église

Construite dans le vieux centre de Gand à proximité du marché aux céréales (Korenmarkt), l’église était populaire auprès des corporations commerçantes de la ville. Les corporations avaient d’ailleurs leurs propres chapelles attachées à l’édifice aux XIVe et XVe siècles.
Le clocher, qui fut construit en partie par la ville de Gand servait de poste d’observation et abritait les cloches de la cité avant la construction du Beffroi de Gand. Une des pièces maîtresses de l’église est son orgue qui a été fabriqué par le célèbre facteur d’orgues français Aristide Cavaillé-Coll.
Les particularités locales étaient :
- L’emploi de la pierre bleue de Tournai
- Tour imposante au niveau de la croisée du transept
- Petites tours aux coins de l’édifice pour des raisons de stabilité.

## Restauration
L'édifice se détériorant au cours des siècles, sa stabilité en fut menacée. On pensa remédier au problème en murant les fenêtres, en cimentant les fissures et en construisant au XVIIIe siècle des maisons et des magasins en arc-boutant aux façades décrépites... Une prise de conscience de l’intérêt de l’édifice naquit vers 1840 et un plan de restauration fut lancé. Les maisons adjacentes furent démolies et une restauration entreprise. L’édifice connut également quelques dommages durant les deux guerres mondiales et il est en restauration depuis 1960.

## Galerie

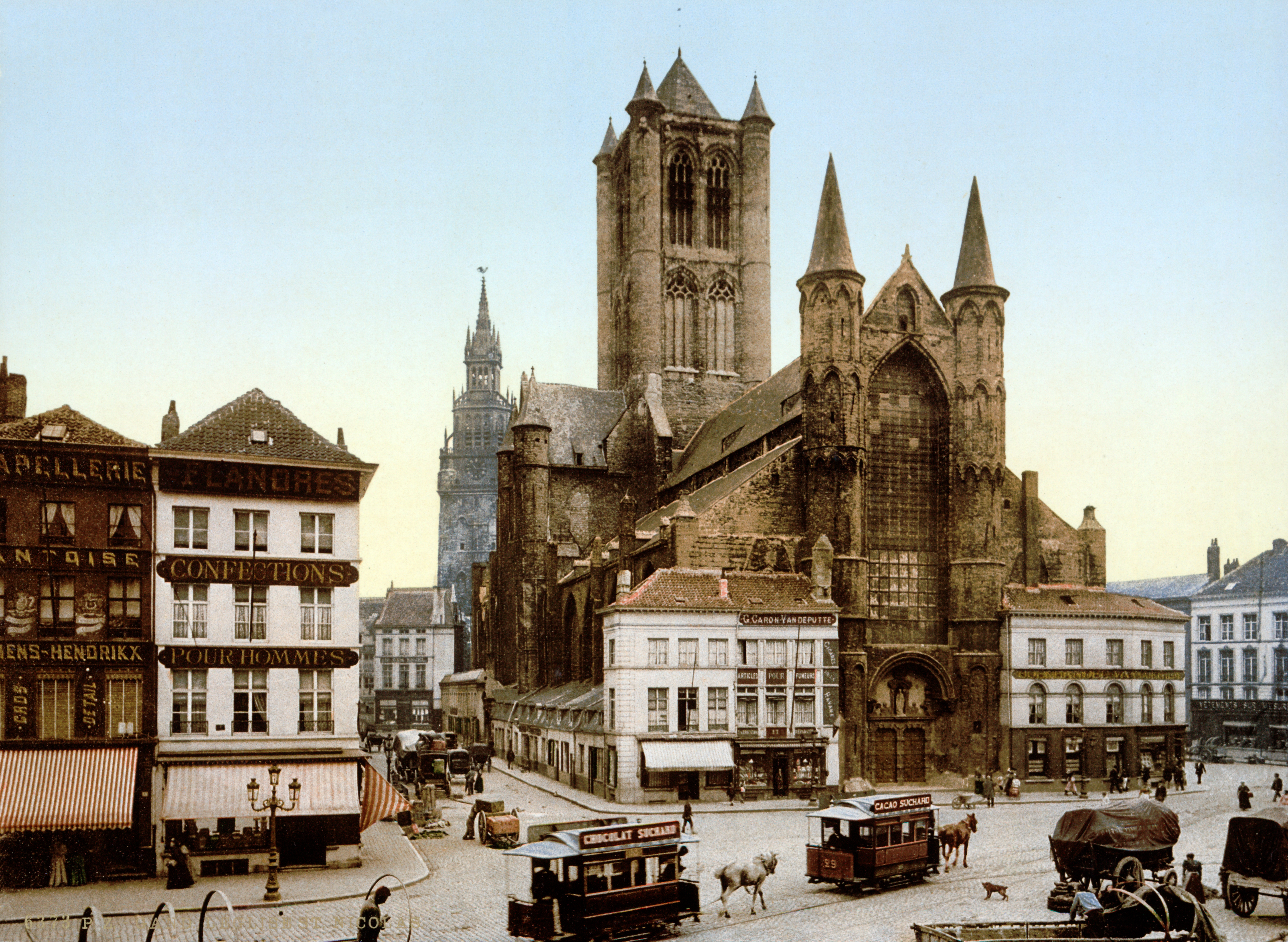
L'église en 1890-1900.
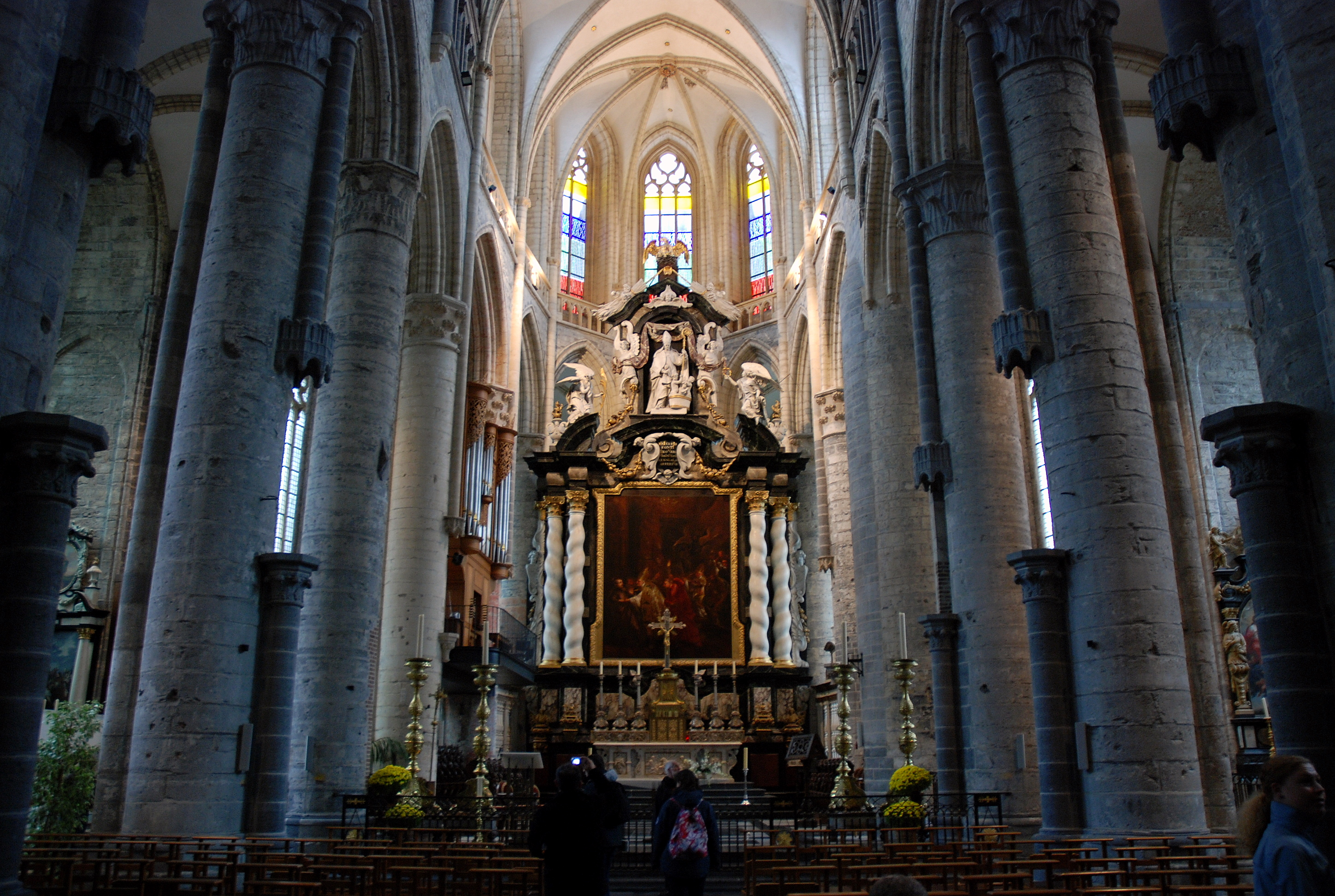
Vue intérieure, face à l’autel.
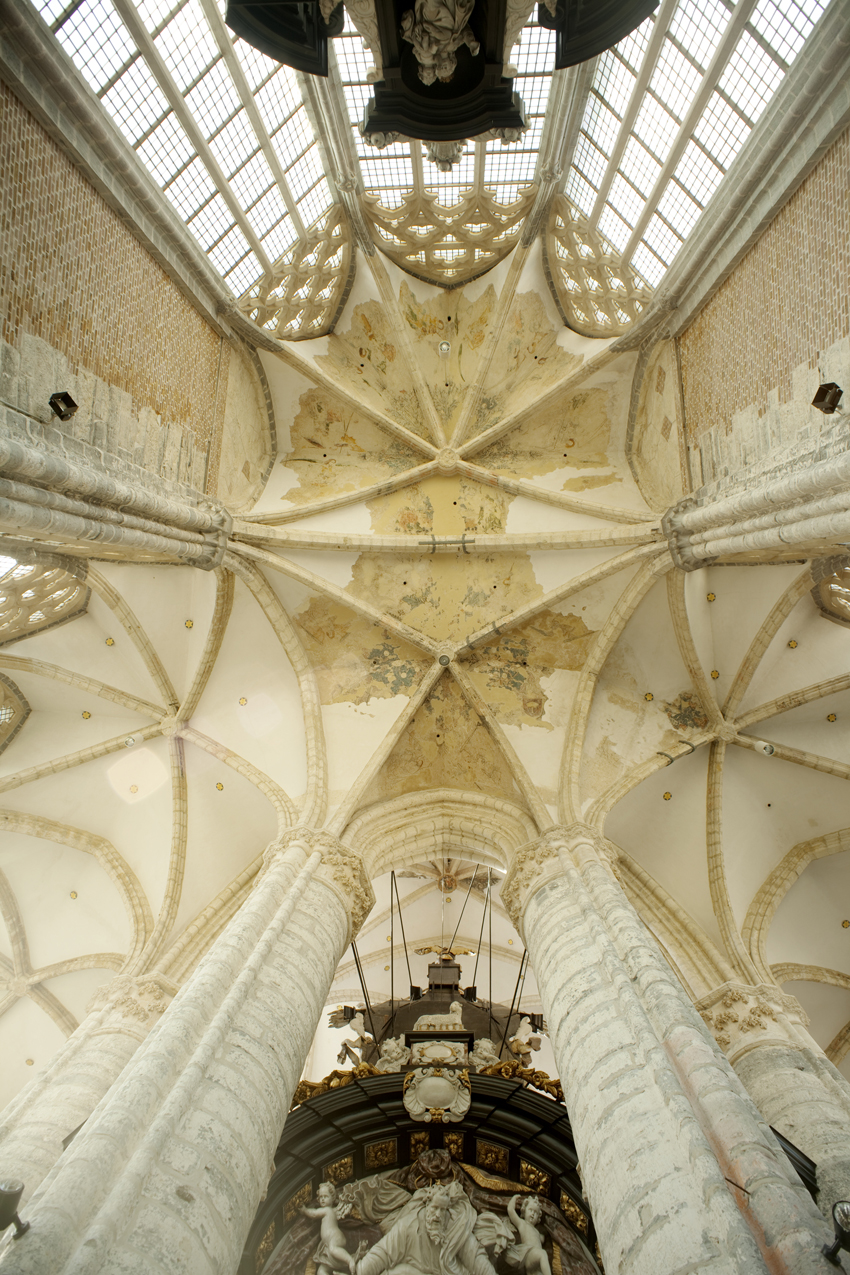
Voûtes du déambulatoire avec restes de fresques.
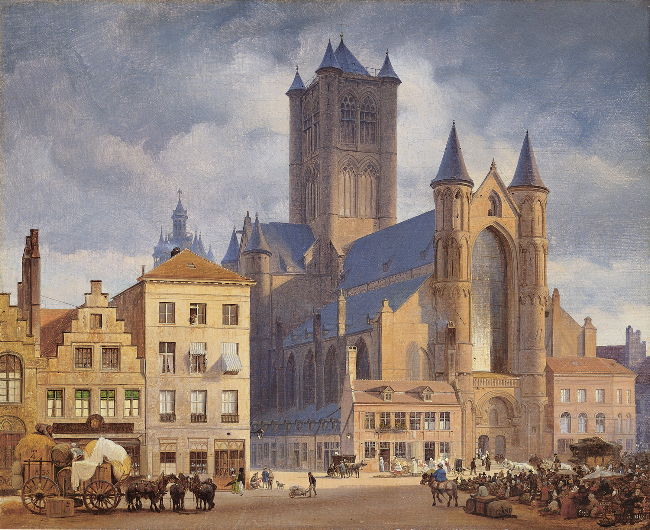
Peinture du XIXe siècle.
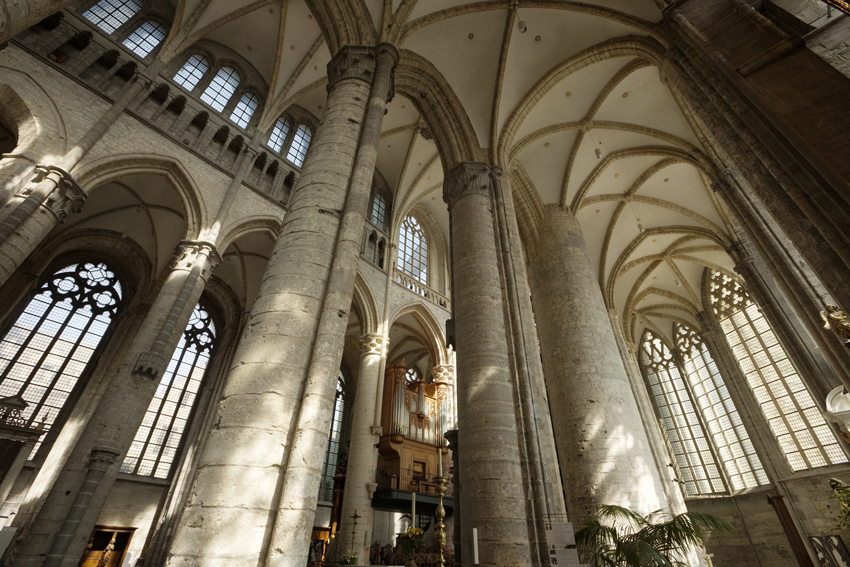
Intérieur (chœur).
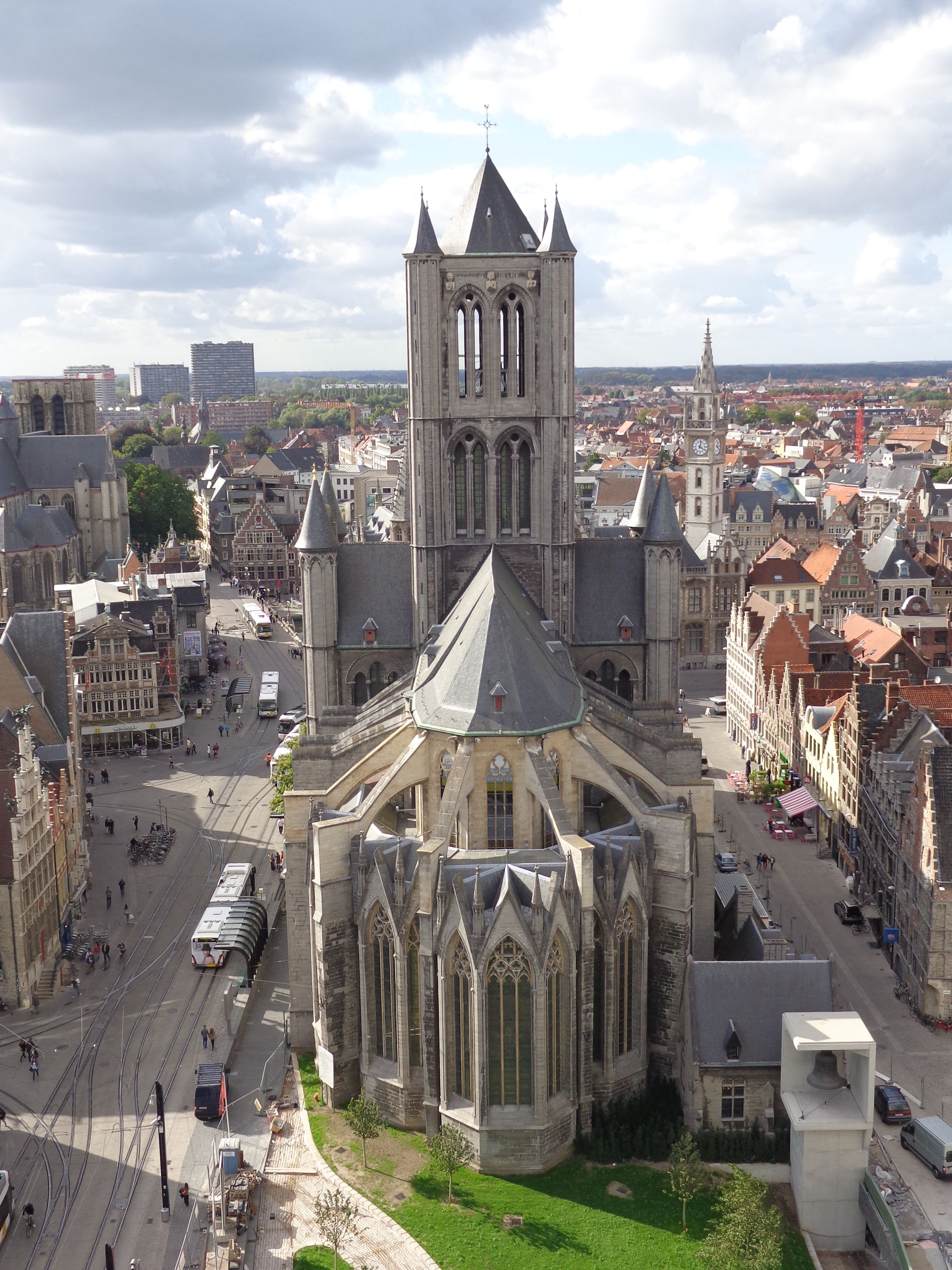
Vue depuis le beffroi de Gand
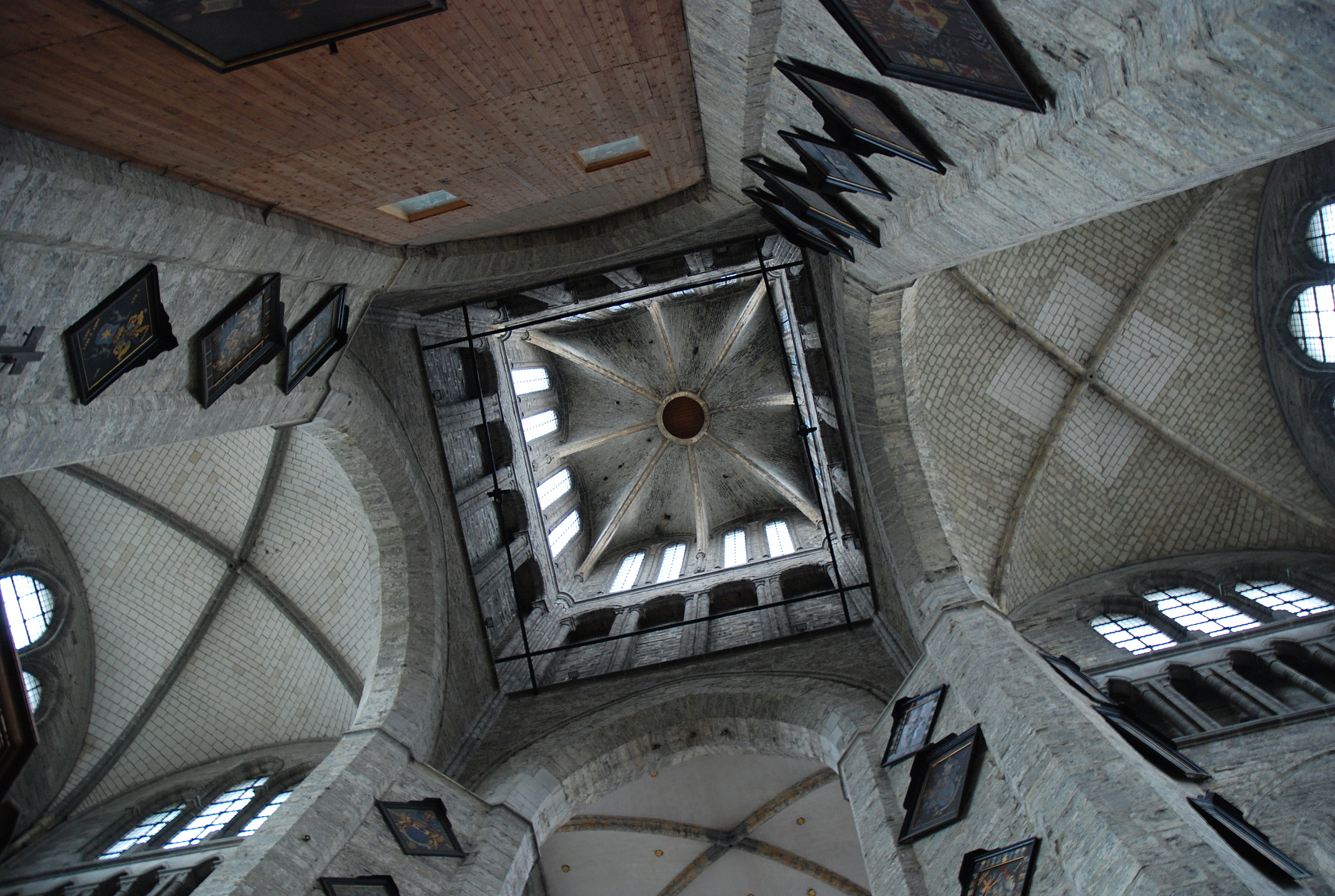
Sous la tour lanterne.
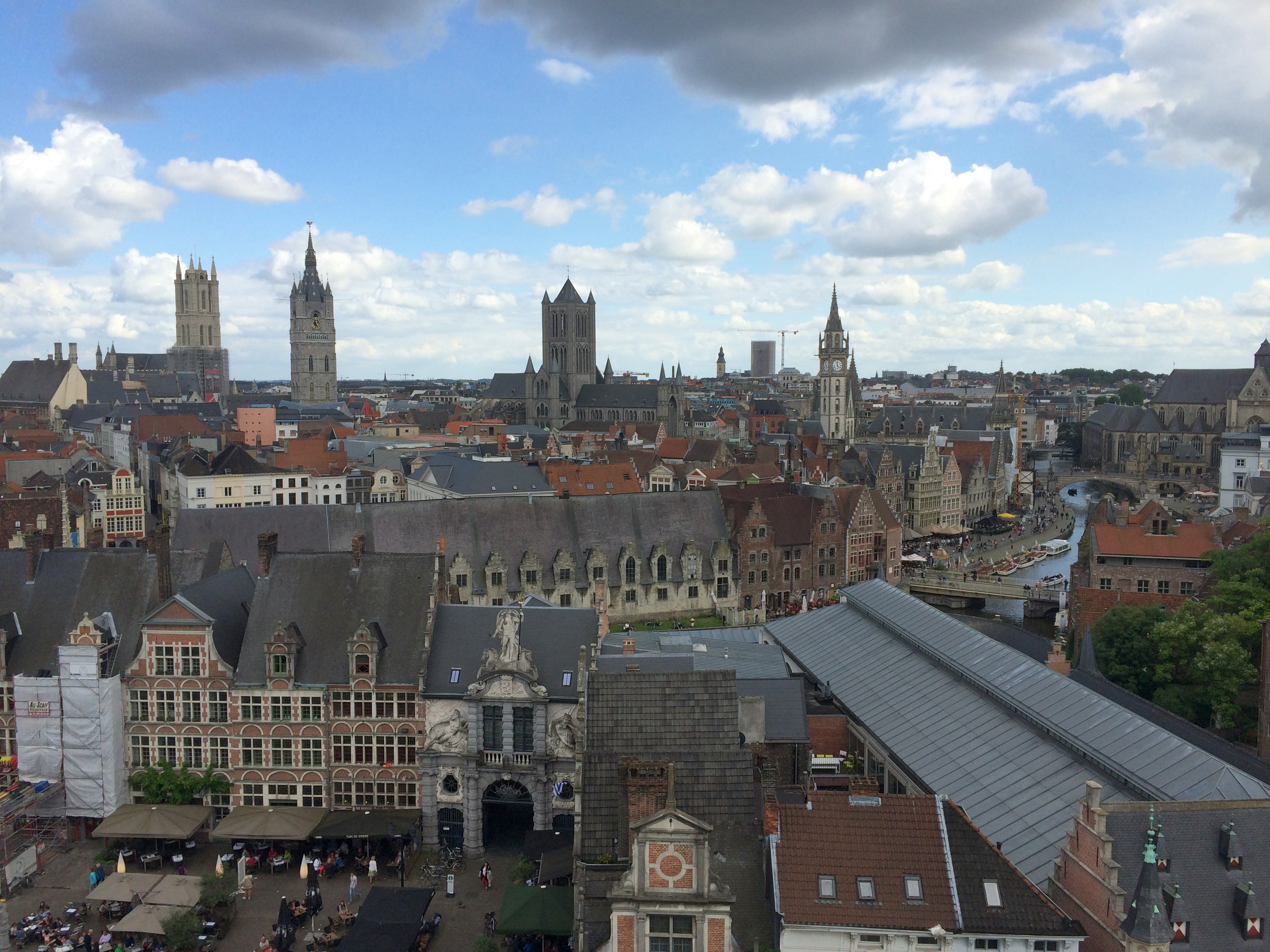
Les trois tours de Gand. Saint-Nicolas au centre.
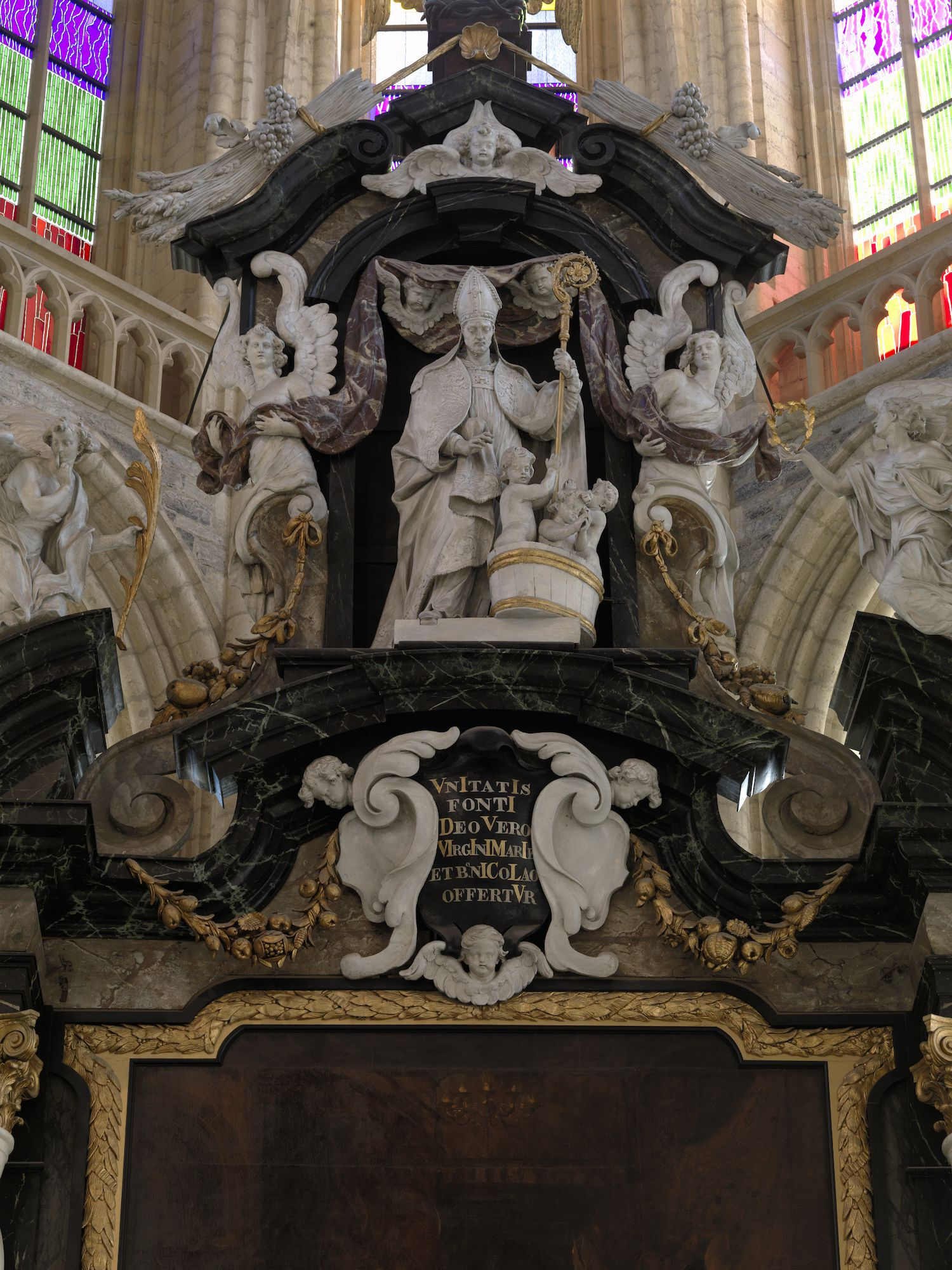
Autel de Saint Nicolas